# Koschechabl
Koschechabl (russisch Кошехабль, adygeisch Кощхьабл) ist ein Aul in der Republik Adygeja (Russland) mit 7239 Einwohnern (Stand 14. Oktober 2010).

## Geographie
Der Ort liegt im Vorland des westlichen Großen Kaukasus etwa 45 Kilometer Luftlinie nordöstlich der Republikhauptstadt Maikop am linken Ufer des Kuban-Nebenflusses Laba. Jenseits des Flusses, der die Grenze zur Region Krasnodar markiert, befindet sich nur fünf Kilometer entfernt (Zentrum) die Stadt Kurganinsk.
Koschechabl ist Verwaltungszentrum des Rajons Koschechablski. 84 % der Einwohner sind Adyge, 13 % Russen.

## Geschichte
Der Ort wurde von infolge des Kaukasuskrieges 1817–1864 „geflüchtigen Kabardinern“ gegründet, die sich zuvor an verschiedenen Stellen des Gebietes aufgehalten hatten, diese aber wegen Hochwassern der Laba mehrmals wechseln mussten. 1868 wurde ihnen die heutige Ortslage zugewiesen. Der heutige Name des ursprünglich Ansauri genannten Ortes, der in der adygeischen Sprache etwa den Ort wechselnde Ansiedlung bedeutet, bezieht sich auf die Gründungsgeschichte.
In der sowjetischen Periode wurde der Aul am 28. Dezember 1934 Verwaltungssitz eines neu gegründeten Rajons. Im Zweiten Weltkrieg war Koschechabl von August 1942 bis Januar 1943 von der deutschen Wehrmacht besetzt.

### Bevölkerungsentwicklung
| Jahr | Einwohner |
| ---- | --------- |
| 1939 | 3624      |
| 1959 | 5391      |
| 1970 | 6529      |
| 1979 | 6601      |
| 1989 | 6935      |
| 2002 | 7309      |
| 2010 | 7239      |

Anmerkung: Volkszählungsdaten

## Wirtschaft und Infrastruktur
Koschechabl ist Zentrum eines Landwirtschaftsgebietes, in dem Weizen, Mais, Sonnenblumen, Tabak, Tee, Obst und Gemüse angebaut werden und Rinder-, Schaf und Pferdezucht betrieben wird.
Die Siedlung liegt an der eingleisigen, elektrifizierten Eisenbahnstrecke Armawir – Tuapse der Nordkaukasischen Eisenbahn (Streckenkilometer 1700 ab Moskau; km 48 ab Armawir). Durch den Ort führt die Regionalstraße R 256, die von Maikop ausgehend über Giaginskaja und Schowgenowski kommend den Zentralteil der Republik links der Laba erschließt und weiter vorbei an der Stadt Labinsk durch die benachbarte Region Krasnodar in die Republik Karatschai-Tscherkessien führt, wo sie südlich von Ust-Dscheguta an der Fernstraße A155 endet.

## Söhne und Töchter des Ortes
- Tembot Keraschew (1902–1988), adygeischer Schriftsteller
- Mucharbi Kirschinow (* 1949), Gewichtheber, Olympiasieger 1972